# Coleophora tacera
Coleophora tacera é uma espécie de mariposa do gênero Coleophora pertencente à família Coleophoridae.